# Takeyuki Okamoto
Takeyuki Okamoto (født 8. december 1967) er en tidligere japansk fodboldspiller og træner.
Han har spillet for flere forskellige klubber i sin karriere, herunder NTT Kanto.
Han har tidligere trænet Omiya Ardija.